# Yakov Malkiel
Yakov Malkiel (Kíev, 22 de juliol de 1914 - Berkeley, 24 d'abril de 1998) fou un lingüista i romanista estatunidenc, jueu d'origen rus.

## Vida i obra
Malkiel nasqué a Kíev en el si d'una família de comerciants jueus. La família emigrà a Berlín a causa de la Guerra Civil Russa. Allí feu els estudis i acabà el batxillerat el 1932. Tot i la situació cada cop més difícil pels jueus degut a l'ascens del nazisme, pogué encara entrar a la Universitat de Berlín gràcies al fet que tenia documentació com a refugiat. Allà estudià romanística amb Ernst Gamillscheg, eslavística amb Max Vasmer i semítiques amb Eugen Mittwoch. El 1938 es doctorà amb una tesi intitulada Das substantivierte Adjektiv im Französischen i dirigida per Gamillscheg. Poc després (1940) la família emigrà cap als Estats Units fugint de l'Alemanya nazi; no hi tornaria fins a 1974 i durant trenta anys no va publicar cap article en alemany ni en revistes alemanyes.
Després de passar poc temps a Wyoming, obtingué una plaça a la Universitat de Califòrnia a Berkeley, primer com a assistent (1942) i després com a catedràtic el 1952. Restaria en aquesta universitat fins a la seva jubilació el 1986. Durant anys fou professor del departament d'espanyol i portuguès i, des de 1965, del departament de lingüística, que ell mateix havia ajudat a fundar.
El 1946 va fundar de la revista Romance Philology, que guanyaria un merescut prestigi internacional, i en fou director durant molts anys (fins a 1982). Fou president de la Linguistic Society of America, el 1965.
Els seus estudis se centraren en la lingüística històrica, l'etimologia, la tipologia lingüística i la història de la lingüística, sobretot sobre les llengües romàniques i en particular l'espanyol. A més dels llibres indicats en l'apartat "publicacions", la major part de les seves publicacions foren en forma d'articles científics.
El 1948, Malkiel es va casar amb María Rosa Lida, una estudiosa de la literatura, argentina, que havia conegut a Berkeley. Després de la mort prematura d'aquesta, el 1962, una part de la tasca acadèmica de Malkiel es dedicà a la publicació de l'obra que la seva esposa havia deixat inèdita.

## Reconeixements
Malkiel va rebre tres Guggenheim Fellowship (el 1948, 1959 i 1966). I va ser nomenat doctor honoris causa per diverses universitats: Chicago (1966), Illinois (1969), París (1983), Freie Universität Berlin (1983), Georgetown (1987), Oxford (1989) i Salamanca (1994; el primer jueu en ser-ho en aquesta universitat). El 1971 va ser escollit membre de l'American Academy of Arts and Sciences.

## Publicacions
- Development of the Latin suffixes '-antia' and '-entia' in the Romance languages, with special regard to Ibero-Romance. Univ. of California Pr., Berkeley, Calif. 1945. (University of California Publications in Linguistics; I,4.)
- Essays on Linguistic Themes. Blackwell, Oxford 1968. (Language and Style Series; 6.)
- Etymological Dictionaries: A Tentative Typology. University of Chicago Press, Chicago 1976
- From Particular to General Linguistics. Selected Essays 1965-1978. Benjamins, Amsterdam [u.a.] 1983. (Studies in Language Companion Series; 3.) ISBN  90-272-3002-1
- Theory and Practice of Romance Etymology. Studies in Language, Culture and History. Variorum Reprints, London 1989. (Variorum Collected Studies Series.) ISBN 0-86078-236-0
- A Tentative Autobibliography. With an introd. by Henry Kahane. Univ. of California Pr., Berkeley, Calif. 1988. (Romance philology. Special Issue, 1988-1989.)
- Edita and inedita, 1979-1988. 1. Diachronic Problems in Phonosymbolism. - 2. Diachronic Studies in Lexicology, Affixation, Phonology. Benjamins, Amsterdam [u.a.] 1990-1992.
- Etymology. Cambridge University Press, Cambridge [u.a.] 1993, ISBN 0-521-31166-7